# Pae Gil-su
Pae Gil-su (coréen : 배길수, né le 4 mars 1972) est un gymnaste nord-coréen.

## Palmarès

### Jeux olympiques
- Barcelone 1992
  -  médaille d'or au cheval d'arçons

### Championnats du monde
- Paris 1992
  -  médaille d'or au cheval d'arçons

- Birmingham 1993
  -  médaille d'or au cheval d'arçons

- San Juan 1996
  -  médaille d'or au cheval d'arçons

- Lausanne 1997
  -  médaille de bronze au cheval d'arçons